# Herre, du min tröst och fromma
Herre, du min tröst och fromma är en psalm av Jakob Arrhenius med titelraden "Herre / tu min tröst och fromma" som senare bearbetades av Svante Alin. Enligt Svenska Akademiens skrift ändrades titelraden 1819 till "Herre, du som sänder trösten". Nya Psalmer 1921 införde psalmen med den gamla titelraden.
Psalmen inleds 1695 med orden:
HErre, tu min tröst och fromma
Hör mitt roop miskundelig
Melodin är en tonsättning som enligt 1697 års koralbok också användes till psalmen Allt vad vi på jorden äga (nr 270). Enligt den senare utgivna Koralbok för Nya psalmer, 1921 är det samma melodi som används till psalmen Jesu, du mitt liv, min hälsa (1819 nr 76).

## Publicerad i
- 1695 års psalmbok som nr 291 under rubriken "Psalmer i Bedröfwelse / Korss och Anfächtning".
- 1819 års psalmbok som nr 246 under rubriken "Kristligt sinne och förhållande - I allmänhet: Förhållandet till Gud: Tålamod och tröst av Guds godhet under korset och bedrövelsen".
- Nya psalmer 1921 som nr 600 under rubriken "Det Kristliga Troslivet: Troslivet hos den enskilda människan: Trons prövning under frestelser och lidanden".